# Dance of the Mad
Dance of the Mad (в пер. с англ. Танец безумных) — песня британской рок-группы Pop Will Eat Itself, выпущенная вторым синглом из альбома Cure for Sanity 1 сентября 1990 года. Оригинальный трек, представленный на пластинке, носил название «Dance of the Mad Bastards». «Dance of the Mad» имел относительный успех; песня попала в ротацию британских радиостанций, а в хит-параде UK Singles Chart занял 32-е место. Тем не менее, этот результат несколько хуже, чем у предыдущего сингла Pop Will Eat Itself «Touched by the Hand of Cicciolina».

## Список композиций

### CD/винил/кассета
| №  | Название                             | Длительность |
| -- | ------------------------------------ | ------------ |
| 1. | «Dance of the Mad … Feet on Heat»    | 6:21         |
| 2. | «Dance of the Mad … Seven»           | 3:57         |
| 3. | «Preaching to the Perverted Remixed» | 3:27         |

## Позиции в чартах
| Чарт (1989)                       | Высшая позиция |
| --------------------------------- | -------------- |
| Великобритания (UK Singles Chart) | 32             |

## Участники записи
- Грээм Крээб — вокал
- Клинт Мэнселл — вокал
- Адам Моул — гитара
- Ричард Марч — гитара
- Марк «Флад» Эллис — продюсирование